# Potere Nazionale del Popolo
Potere Nazionale del Popolo (in singalese ජාතික ජන බලවේගය, 'Jathika Jana Balawegaya' ed in tamil தேசிய மக்கள் சக்தி) è una coalizione di ispirazione comunista e populista di sinistra fondata in Sri Lanka nel 2019.
Inizialmente una formazione minore, spesso marginale, si è decisamente affermata sul piano politico solo a partire dalle elezioni presidenziali del 2024, quando il suo leader, Anura Kumara Dissanayake, è stato eletto Presidente ed alle elezioni parlamentari dello stesso anno quando ha straordinariamente ottenuto oltre i 2/3 dei seggi (159 su 225) presso il Parlamento dello Sri Lanka.

## Ideologia
Potere Nazionale del Popolo si descrive come un partito socialista e progressista, molto legato alla classe lavoratrice, ma con alcune correnti marxiste e collettiviste. È dominato dal Janatha Vimukthi Peramuna (JVP), il principale partito comunista del paese.

## Risultati elettorali

### Parlamentari
| Elezione          | Voti      | %     | Seggi     | Posizione   |
| ----------------- | --------- | ----- | --------- | ----------- |
| Parlamentari 2020 | 445.958   | 3,84  | 3 / 225   | Opposizione |
| Parlamentari 2024 | 6.863.186 | 61,56 | 159 / 225 | Maggioranza |